# Okan Özçelik
Okan Özçelik (Utrecht, 10 mei 1992) is een in Nederland geboren voormalig Turks profvoetballer. Hij verruilde in februari 2017 op amateurniveau BSV Allen Weerbaar voor USV Elinkwijk

## Carrière
Özçelik speelde in de jeugdopleiding van VV Maarssen, waarna FC Utrecht hem oppikte. In 2010 moest hij vertrekken bij Utrecht en ging hij aan de slag bij de amateurs van USV Elinkwijk. Hier speelde hij twee jaar waarna hij vertrok naar FC Chabab. In februari 2013 vertrok hij bij FC Chabab en tekende hij na een succesvolle stage een contract bij het Turkse Antalyaspor. Op 10 februari 2013 maakte hij zijn debuut in het profvoetbal in de wedstrijd tegen Galatasaray. Na een seizoen vertrok hij weer terug naar Nederland en speelde hij een seizoen bij USV Elinkwijk, waarna USV Hercules hem overnam in 2014. 
In juni 2015 tekende hij een contract tot medio 2017 bij RKC Waalwijk, de nummer 20 van het voorgaande seizoen in de Jupiler League. Op vrijdag 21 augustus 2015 debuteerde hij in de Jupiler League tijdens de wedstrijd tegen Achilles '29. Özçelik kwam 12 minuten voor tijd binnen de lijnen. In januari 2016 vertrok hij naar Turkse derdeklasser Niğde Belediyespor. Met de club wist hij via play-offs te promoveren naar de 2. Lig. Aan het einde van het seizoen nam de club afscheid van de voetballer.
In de zomer van 2016 ging hij aan de slag bij BSV Allen Weerbaar, uitkomend in de vierde klasse. In februari 2017 keerde hij terug bij USV Elinkwijk.

## Statistieken
| Seizoen         | Club               | Land            | Competitie      | Competitie | Competitie |
| Seizoen         | Club               | Land            | Competitie      | Wed.       | Dlp.       |
| --------------- | ------------------ | --------------- | --------------- | ---------- | ---------- |
| 2012/13         | Antalyaspor        | Turkije         | Süper Lig       | 1          | 0          |
| 2015/16         | RKC Waalwijk       | Nederland       | Eerste divisie  | 6          | 0          |
| 2016            | Niğde Belediyespor | Turkije         | 3. Lig          | 11         | 2          |
| Carrière totaal | Carrière totaal    | Carrière totaal | Carrière totaal | 18         | 2          |